# Tribunale supremo di giustizia (Venezuela)
Il Tribunale supremo di giustizia (in spagnolo: Tribunal Supremo de Justicia, TSJ) rappresenta la corte suprema del Venezuela, ed è detentore del potere giudiziario nella nazione sudamericana.
Diversi paesi europei e americani ritengono l'attuale Tribunale illegittimo, riconoscendo solamente l'autorità del Tribunale supremo di giustizia in esilio, eletto dall'Assemblea nazionale nel 2017 e esiliato a Panama.
I 32 membri vengono nominati dall'Assemblea nazionale con un mandato non rinnovabile di 12 anni. L'Assemblea può eccezionalmente rimuovere un giudice dal suo incarico se il procuratore generale, il controllore generale e il difensore civico dei diritti umani hanno rilevato un fallimento irreparabile e hanno unanimemente sospeso il giudice in questione.

## Storia

### Crisi costituzionale del 2017
Il 27 marzo 2017 il Tribunale supremo ha rimesso i poteri dell'Assemblea nazionale nelle mani del presidente Nicolás Maduro, permettendogli di legiferare e "prendere misure civili, economiche, militari, penali, amministrative, politiche, giuridiche e sociali che siano necessarie e pertinenti al fine di evitare uno stato di confusione". Inoltre il TJS ha revocato l'immunità parlamentare per i membri dell'Assemblea.
Il 27 giugno 2017 la sede del tribunale a Caracas e la sede del Ministero dell'interno sono state attaccate da un elicottero guidato dal poliziotto Óscar Pérez. L'incidente non ha provocato vittime o feriti, mentre Pérez è stato ucciso durante un'operazione della polizia venezuelana a El Junquito il 15 gennaio 2018.

### Attacco cibernetico al sito web
In seguito alle contestate elezioni presidenziali del 2024, il gruppo hacker Anonymous ha reso inaccessibili diversi siti web delle istituzioni venezuelane, incluso quello del TSJ.

## Critiche
Il sistema giudiziario venezuelano è stato considerato nel 2014 uno dei più corrotti secondo Transparency International.
Human Rights Watch ha sostenuto che nel 2004 Hugo Chávez e i suoi sostenitori hanno reso il Tribunale Supremo una semplice marionetta, dando il potere di destituire i giudici al governo.
Risulta inoltre che il TSJ abbia scavalcato l'Assemblea nazionale eleggendo, con l'appoggio di Chávez, i membri del Consiglio Elettorale Nazionale.